# Гибралтар на Европском првенству у атлетици на отвореном 2012.
Гибралтар је учествовао на Европском првенству у атлетици на отвореном 2012. одржаном у Цириху од 12. до 17. августа. Ово је било једанаесто Европско првенство на отвореном на којем је Гибралтар учествовао. Репрезентацију Гибралтара представљала су 2 такмичара који су се такмичили у 2 дисциплине.
На овом првенству представници Гибралтара нису освојили ниједну медаљу али је оборен један лични рекорд.

## Учесници
Мушкарци:
- Џераи Торес — 200 м
- Џонатон Лаверс — 400 м

## Резултати

### Мушкарци
| Атлетичар      | Дисциплина | Лични рекорд | Квалификације | Квалификације | Полуфинале            | Полуфинале            | Финале                | Финале       | Детаљи |
| Атлетичар      | Дисциплина | Лични рекорд | Резултат      | Место         | Резултат              | Место                 | Резултат              | Место        | Детаљи |
| -------------- | ---------- | ------------ | ------------- | ------------- | --------------------- | --------------------- | --------------------- | ------------ | ------ |
| Џераи Торес    | 200 м      |              | 22,31         | 7. у гр. 5    | Нису се квалификовали | Нису се квалификовали | Нису се квалификовали | 29 / 30 (34) |        |
| Џонатон Лаверс | 400 м      |              | 50,23         | 5. у гр. 5    | Нису се квалификовали | Нису се квалификовали | Нису се квалификовали | 30 / 31 (37) |        |